# گریز جوی

نمودار سرعت گریز در برابر دمای سطحی برخی اجرام منظومه خورشیدی نشان می‌دهد که کدام گازها باقی مانده‌اند. مقیاس اجرام رعایت شده و نقاط داده آن‌ها به صورت نقطه سیاه در داخل اجرام وجود دارد.

گریز جوی (انگلیسی: Atmospheric escape) به از دست رفتن گازهای اتمسفر یک سیاره و ورود آن‌ها به فضای بیرونی گفته می‌شود. عوامل متعددی می‌توانند باعث گریز جوی شوند که بر این اساس می‌توان این فرایند را به سه دسته گریز گرمایی (حرارتی)، گریز غیرگرمایی (یا فراگرمایی) و فرسایش برخوردی تقسیم کرد. اهمیت نسبی هر یک از فرایندها به سرعت گریز سیاره، ترکیب اتمسفر آن و فاصله سیاره از خورشید بستگی دارد. گریز جوی زمانی روی می‌دهد که انرژی جنبشی مولکولی بر انرژی پتانسیل گرانشی غلبه می‌کند. به بیان دیگر گریز یک مولکول زمانی می‌تواند رخ دهد که سرعت حرکت آن از سرعت گریز سیاره بیشتر شود. تقسیم‌بندی مقدار گریز جوی در سیاره‌های فراخورشیدی برای تعیین وجود اتمسفر و احتمال وجود حیات در آن لازم است.
گرانش سطحی سیارات با یکدیگر تفاوت زیادی دارد. برای نمونه نیروی گرانش زیاد سیاره بزرگی مانند مشتری گازهای سبکی مانند هیدروژن و هلیوم را نگه می‌دارد که این گازها از اجرامی با گرانش کمتر فرار می‌کنند. همچنین فاصله از خورشید تعیین‌کننده انرژی در دسترس جهت گرم‌شدن گازهای اتمسفری است که برخی از مولکول‌های آن با افزایش جنبش گرمایی از سرعت گریز سیاره فراتر رفته و می‌توانند از چنگ گرانش سیاره فرار کنند؛ بنابراین اجرام سرد و دور از خورشید مانند تیتان، تریتون و پلوتو با وجود داشتن گرانش نسبی ضعیف، قادر به نگه‌داری اتمسفر خود هستند.